# Cuencamé
Cuencamé oder Cuencamé de Ceniceros ist eine Kleinstadt mit ca. 10.000 Einwohnern und Hauptort einer Gemeinde (municipio) mit insgesamt ca. 35.000 Einwohnern im Bundesstaat Durango in Mexiko. Die – teilweise in Ruinen liegenden – Missionskirchen des Ortes und seiner Umgebung gehören seit dem Jahr 2010 als Teil des Camino Real de Tierra Adentro zum UNESCO-Weltkulturerbe.

## Lage und Klima
Die Kleinstadt Cuencamé liegt am gleichnamigen Bach gut 140 km (Fahrtstrecke) nordöstlich der Hauptstadt des Bundesstaates, Victoria de Durango, in einer Höhe von ca. 1580 m. Das Klima ist meist trocken und warm („Steppenklima“); Regen (ca. 375 mm/Jahr) fällt ganz überwiegend im Sommerhalbjahr.

## Bevölkerung
| Jahr      | 2000  | 2005  | 2010  |
| Einwohner | 8.806 | 9.520 | 9.848 |

Der überwiegende Teil der Bevölkerung ist indianischer Abstammung, aber es gibt auch zahlreiche Mestizen.

## Wirtschaft
Die Umgebung des Ortes ist eher steppenartig trocken. Angebaut werden vor allem Mais, Bohnen, Melonen etc.

## Geschichte
Jesuiten und Mönche des Antoniterordens gründeten hier im ausgehenden 16. Jahrhundert eine Missionsstation, von der ausgehend weite Teile Nordmexikos evangelisiert wurden. In den folgenden Jahrhunderten wuchs der Ort zu einer Kleinstadt mit geradlinigem Straßennetz heran.

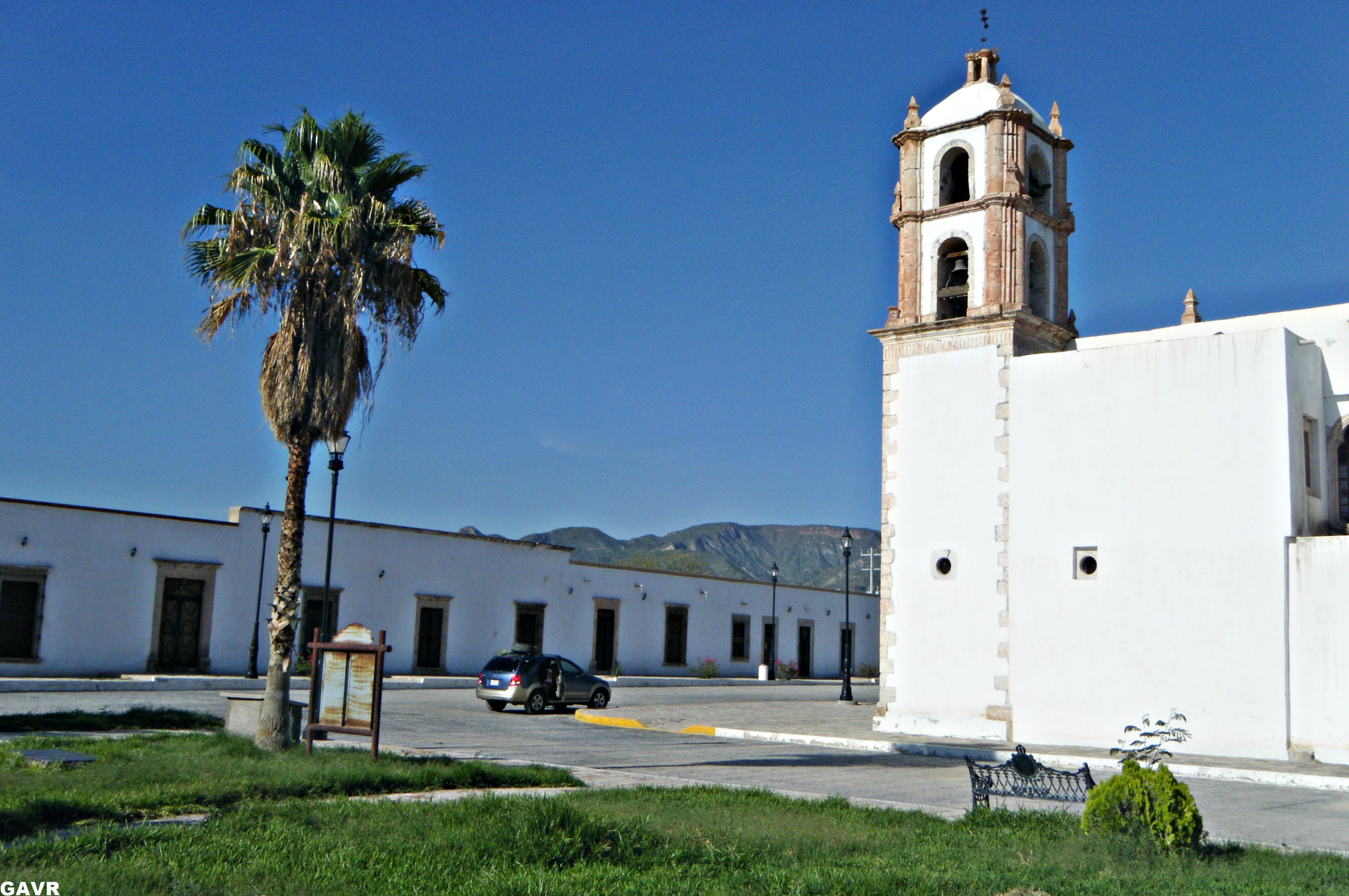
Kirche des Dorfes Cuatillos

## Sehenswürdigkeiten
- Die neuerlich wieder verputzte Kirche San Antonio de Padua entstand im 18. Jahrhundert an der Stelle eines älteren Vorgängerbaus. Im Inneren finden sich zwei Altarretabel (retablos) aus dem 18. und 19. Jahrhundert.

Umgebung
- Im Dorf Cuatillo steht die im 18. Jahrhundert erbaute Kirche Nuestra Señora del Refugio. Das Kirchenschiff (nave) war ursprünglich holzgedeckt; das zwischenzeitlich angebrachte Wellblechdach wurde im Jahr 2016 durch eine flache Holzdecke ersetzt. Die Apsis wird von einer Artesonado-Decke überspannt.

## Persönlichkeiten
- Enrique Sánchez Martínez (* 1960), römisch-katholischer Geistlicher, Bischof von Mexicali